# Angels of Darkness, Demons of Light II
Angels of Darkness, Demons of Light II è il settimo album in studio del gruppo musicale Earth, pubblicato nel 2012 dalla Southern Lord Records.

## Tracce
1. Sigil of Brass – 3:32
2. His Teeth Did Brightly Shine – 9:00
3. A Multiplicity of Doors – 13:04
4. The Corascene Dog – 8:26
5. The Rakehell – 11:51

Durata totale: 45:53

## Formazione
- Dylan Carlson – chitarra
- Adrienne Davies – batteria, percussioni
- Lori Goldston – violoncello
- Karl Blau – basso